# Nuttallia obscurata
Nuttallia obscurata är en musselart som först beskrevs av Reeve 1857.  Nuttallia obscurata ingår i släktet Nuttallia och familjen Psammobiidae. Inga underarter finns listade i Catalogue of Life.
Höger och vänster klaff av samma exemplar:

Höger klaff
Vänster klaff